# Bondgirl
Een bondgirl is in de boeken en films over James Bond een verleidelijke, sexy vrouw met wie James Bond een liefdesrelatie onderhoudt. Bondgirls zijn vrouwen, die zowel (soms achteraf) tegenspeler als bondgenoot kunnen zijn van Bond. Sommigen van hen kregen van schrijver Ian Fleming dubbelzinnige namen zoals Pussy Galore, Kissy Suzuki, Honey Rider en Mary Goodnight. Deze traditie werd voortgezet in de films, zoals met Plenty O'Toole en Xenia Onatopp. In de eerste film, Dr. No, werd Sylvia Trench als bondgirl geïntroduceerd. Het idee was dat Bond haar in elke film zou ontmoeten en in de zesde en laatste film met haar zou trouwen. Dit idee werd na de tweede film losgelaten.
Bondgirls zijn altijd zelfverzekerd, maar blijken ook een zwakte te hebben. Wat ze gemeen hebben, is dat ze vroeg of laat met Bond in bed belanden. Dit betekent niet altijd dat ze ook voor Bond gevallen zijn. Bijvoorbeeld: in de film GoldenEye probeert Xenia Onatopp nog om Bond te vermoorden. In Thunderball deelt Bond eerst het bed met Fiona Volpe waarna hij door haar ontvoerd wordt. Met sommige bondgirls heeft Bond slechts een korte ontmoeting en andere vrouwen werken een groot deel van de film met hem samen.
In de films is altijd sprake van meerdere bondgirls, in sommige korte verhalen (in boekvorm) is soms sprake van maar eentje. Ook de film The Living Daylights is een uitzondering waarbij Bond bij een vrouw blijft. Bij het maken van de eerste twee Bondfilms had men nog het idee om een vaste bondgirl in te voeren. Dit was Sylvia Trench, gespeeld door Eunice Gayson, maar na Dr. No en From Russia with Love werd haar personage niet meer gebruikt.
In de films met Sean Connery heeft Bond een omgang met vrouwen die als vrouwonvriendelijk gezien kan worden. Hij zoent ze ongevraagd en in de film Thunderball zet hij zelfs een verpleegster onder druk om met hem te vrijen omdat hij anders een klacht tegen haar zal indienen. In de films wordt wel geïnsinueerd dat ze na wat druk toch wel voor hem vallen. In latere films worden de vrouwen sterker, eigenzinniger en gaat Bond correcter met hen om. In de films met Daniel Craig toont Bond juist veel zwakte voor de vrouwen die hij ontmoet. In Casino Royale doet hij alles om de vrouw van wie hij is gaan houden te redden en na haar dood wil hij wraak. Het verdriet om de vrouwen die hij verliest is een terugkerend thema in de films met Craig.

## Lijst van bondgirls
| nr. | jaar | film                            | bondgirl            | bondgirl          | femme fatale        | femme fatale    |
| nr. | jaar | film                            | personage           | actrice           | personage           | actrice         |
| --- | ---- | ------------------------------- | ------------------- | ----------------- | ------------------- | --------------- |
| 1.  | 1962 | Dr. No                          | Honey Rider         | Ursula Andress    | Miss Taro           | Zena Marshall   |
| 2.  | 1963 | From Russia with Love           | Tatiana Romanova    | Daniela Bianchi   |                     |                 |
| 3.  | 1964 | Goldfinger                      | Pussy Galore        | Honor Blackman    | Bonita              | Nadja Regin     |
| 4.  | 1965 | Thunderball                     | Domino Derval       | Claudine Auger    | Fiona Volpe         | Luciana Paluzzi |
| 5.  | 1967 | You Only Live Twice             | Kissy Suzuki        | Mie Hama          | Helga Brandt        | Karin Dor       |
| 6.  | 1969 | On Her Majesty's Secret Service | Teresa di Vicenzo   | Diana Rigg        |                     |                 |
| 7.  | 1971 | Diamonds Are Forever            | Tiffany Case        | Jill St. John     |                     |                 |
| 8.  | 1973 | Live and Let Die                | Solitaire           | Jane Seymour      | Rosie Carver        | Gloria Hendry   |
| 9.  | 1974 | The Man with the Golden Gun     | Mary Goodnight      | Britt Ekland      |                     |                 |
| 10. | 1977 | The Spy Who Loved Me            | Anya Amasova        | Barbara Bach      | Naomi               | Caroline Munro  |
| 11. | 1979 | Moonraker                       | Holly Goodhead      | Lois Chiles       | Private Jet Hostess | Leila Shenna    |
| 12. | 1981 | For Your Eyes Only              | Melina Havelock     | Carole Bouquet    |                     |                 |
| 13. | 1983 | Octopussy                       | Octopussy           | Maud Adams        |                     |                 |
| 14. | 1985 | A View to a Kill                | Stacey Sutton       | Tanya Roberts     | May Day             | Grace Jones     |
| 15. | 1987 | The Living Daylights            | Kara Milovy         | Maryam d'Abo      |                     |                 |
| 16. | 1989 | Licence to Kill                 | Pam Bouvier         | Carey Lowell      |                     |                 |
| 17. | 1995 | GoldenEye                       | Natalya Simonova    | Izabella Scorupco | Xenia Onatopp       | Famke Janssen   |
| 18. | 1997 | Tomorrow Never Dies             | Wai Lin             | Michelle Yeoh     |                     |                 |
| 19. | 1999 | The World Is Not Enough         | Dr. Christmas Jones | Denise Richards   | Elektra King        | Sophie Marceau  |
| 20. | 2002 | Die Another Day                 | Jinx                | Halle Berry       | Miranda Frost       | Rosamund Pike   |
| 21. | 2006 | Casino Royale                   | Vesper Lynd         | Eva Green         | Valenka             | Ivana Miličević |
| 22. | 2008 | Quantum of Solace               | Camille Montes      | Olga Kurylenko    |                     |                 |
| 23. | 2012 | Skyfall                         | Severine            | Bérénice Marlohe  |                     |                 |
| 24. | 2015 | Spectre                         | Madeleine Swann     | Léa Seydoux       |                     |                 |
| 25. | 2021 | No Time to Die                  | Madeleine Swann     | Léa Seydoux       |                     |                 |